# 下志段味
下志段味（しもしだみ）は、愛知県名古屋市守山区の大字。この記事では、町名・町界変更により成立した下志段味一丁目 - 五丁目、桜坂一丁目 - 五丁目、東禅寺についても扱う。

## 地理
名古屋市守山区北東部に位置する。
志段味地区の町名・町界整理以前、大字下志段味は東で大字中志段味、北で春日井市、西で大字吉根、南で尾張旭市に接していた。
町名・町界整理によって志段味中学校を含む北部に下志段味一丁目 - 五丁目が、下志段味小学校を含む南部に桜坂一丁目 - 五丁目が、東名高速守山PAを含む西部に東禅寺が成立した。

### 小字
大字下志段味の字は以下の通り。
- 穴ケ洞（あながほら）
- 池田（いけだ）
- 池段寺（いけだんじ）
- 上東禅寺（うえとうぜんじ）
- 上野山（うえのやま）
- 落合（おちあい）
- 風越（かぜごし）
- 唐曽（からそ）
- 北荒田（きたあれた）
- 北畑（きたばた）
- 吉田（きつた）
- 熊田（くまだ）
- 釼当先（けんとうさき）
- 石米（こくごめ）
- 小段（こだん）
- 島の口（しまのぐち）
- 下東禅寺（しもとうぜんじ）
- 真光寺（しんこうじ）
- 新林（しんばやし）
- 作り道（つくりみち）
- 長筬（ながおさ）
- 長戸（ながと）
- 長根（ながね）
- 長廻間（ながはさま）
- 濁り池（にごりいけ）
- 西新外（にししんがい）
- 西島（にしじま）
- 西の原（にしのはら）
- 生下り（はえさがり）
- 廻間（はさま）
- 東新外（ひがししんがい）
- 東新田（ひがししんでん）
- 深沢（ふかさわ）
- 前田（まえだ）
- 南荒田（みなみあれた）
- 焼田（やけだ）
- 横堤（よこづつみ）

### 河川
- 庄内川：地域の北部を西流し、途中で南流。
- 長戸川：地域の中部を北流。桜坂2丁目・下志段味2丁目・東禅寺の東端[WEB 5]。

## 歴史
春日井郡下志段味村を前身とする。

### 沿革

#### 大字下志段味
- 1889年（明治22年）10月1日 - 町村制施行に伴う合併により東春日井郡志談村が成立し、従前の下志段味村の区域は大字下志段味となる[3]。
- 1906年（明治39年）7月16日 - 合併により、東春日井郡志段味村大字下志段味となる[3]。
- 1954年（昭和29年）6月1日 - 合併により、守山市大字下志段味となる[3]。
- 1963年（昭和38年）2月15日 - 合併により、名古屋市守山区大字下志段味となる[3]。
- 2006年（平成18年）11月25日 - 大字下志段味の一部（字上東禅寺・下東禅寺・西島・深沢の各一部）が深沢二丁目となる[WEB 6]。
- 2022年（令和4年）11月26日 - 町名・町界整理が行われ、大字下志段味の大部分が下志段味一丁目 - 五丁目、桜坂一丁目 - 五丁目、東禅寺となる[WEB 5]。

#### 下志段味一丁目 - 五丁目
- 2022年（令和4年）11月26日 - 町名・町界整理が行われ、大字下志段味の大部分より下志段味一丁目 - 五丁目が成立する[WEB 5]。

## 世帯数と人口
2019年（平成31年）4月1日現在の世帯数と人口は以下の通りである。
| 大字     | 世帯数    | 人口    |
| -------- | --------- | ------- |
| 下志段味 | 2,814世帯 | 7,417人 |

### 人口の変遷
国勢調査による人口の推移
| 2000年（平成12年） | 1,994人 | [ WEB 7 ]  |  |
| 2005年（平成17年） | 2,060人 | [ WEB 8 ]  |  |
| 2010年（平成22年） | 4,077人 | [ WEB 9 ]  |  |
| 2015年（平成27年） | 6,178人 | [ WEB 10 ] |  |

## 学区
市立小・中学校に通う場合、学校等は以下の通りとなる。また、公立高等学校に通う場合の学区は以下の通りとなる。なお、小・中学校は学校選択制度を導入しておらず、番毎で各学校に指定されている。
| 字・丁目など | 小学校                                            | 中学校                                      | 高等学校 |
| --- | ------------------------------------------------- | ------------------------------------------- | -------- |
| 大字下志段味字下東禅寺 大字下志段味字西島 大字下志段味字深沢 下志段味四丁目 桜坂一丁目 東禅寺                                                                                         | 名古屋市立志段味西小学校 名古屋市立下志段味小学校 | 名古屋市立吉根中学校 名古屋市立志段味中学校 | 尾張学区 |
| 大字下志段味字落合 大字下志段味字北畑 大字下志段味字真光寺 大字下志段味字長筬 下志段味一丁目 下志段味二丁目 下志段味三丁目 下志段味五丁目 桜坂二丁目 桜坂三丁目 桜坂四丁目 桜坂五丁目 | 名古屋市立下志段味小学校                          | 名古屋市立志段味中学校                      | 尾張学区 |

## 交通
- 愛知県道15号名古屋多治見線[1]
- 愛知県道75号春日井長久手線
- 愛知県道214号松本名古屋線[1]
- 東名高速道路守山パーキングエリア[4]・守山スマートIC

## 施設
- 名古屋市立志段味中学校[1]
- 名古屋市玉野川学園[1]
- 守山区役所志段味支所[1]
- 志段味地区会館[1]
- 名古屋市消防学校[1]
- 名古屋市消防研究室[1]
- 八幡神社[1]
- 下志段味公園
- 産業技術総合研究所中部センター
- 先端技術連携開発センター
- クリエイション・コア名古屋
- 名古屋市志段味スポーツランド
- カインズ名古屋守山店
- アルペンモール守山志段味
- 十六銀行守山支店
- 東春信用金庫志段味支店

- 名古屋市消防学校
- 守山パーキングエリア
- 名古屋市玉野川学園
- 名古屋市立志段味中学校
- クリエイション・コア名古屋

## その他

### 日本郵便
- 【郵便番号】下志段味: 463-0003[WEB 3]、桜坂：463-0018、東禅寺：463-0019（集配局：守山郵便局[WEB 13]）

### WEB
1. ↑  “愛知県名古屋市守山区の町丁・字一覧”.   人口統計ラボ. 2017年10月7日閲覧。
2. 1 2  “町・丁目(大字)別、年齢(10歳階級)別公簿人口(全市・区別)”.   名古屋市 (2019年4月22日). 2019年4月23日閲覧。
3. 1 2  “郵便番号”.  日本郵便. 2023年3月10日閲覧。
4. ↑  “市外局番の一覧”.   総務省. 2019年1月6日閲覧。
5. 1 2 3 4 5  “名古屋市守山区の一部で町名・町界整理を実施（令和4年11月26日実施）”.   名古屋市 (2022年). 2023年1月23日閲覧。
6. ↑  名古屋市役所市民経済局地域振興部住民課町名表示係 (2013年6月6日). “名古屋市守山区の一部で町名・町界変更を実施(平成18年11月25日実施)”.   名古屋市役所. 2019年12月15日閲覧。
7. ↑  名古屋市役所総務局企画部統計課統計係 (2005年7月1日). “（刊行物）名古屋の町(大字)・丁目別人口 (平成12年国勢調査) 守山区” (XLS). 2017年10月8日閲覧。
8. ↑  名古屋市役所総務局企画部統計課統計係 (2007年6月29日). “平成17年国勢調査　名古屋の町(大字)別・年齢別人口 守山区” (XLS). 2017年10月8日閲覧。
9. ↑  名古屋市役所総務局企画部統計課統計係 (2012年6月29日). “平成22年国勢調査　名古屋の町(大字)別・年齢別人口 守山区” (XLS). 2017年10月8日閲覧。
10. ↑  名古屋市役所総務局企画部統計課統計係 (2017年7月7日). “平成27年国勢調査　名古屋の町(大字)別・年齢別人口” (XLS). 2017年10月8日閲覧。
11. ↑  “市立小・中学校の通学区域一覧”.   名古屋市 (2023年1月4日). 2023年3月10日閲覧。
12. ↑  “平成29年度以降の愛知県公立高等学校（全日制課程）入学者選抜における通学区域並びに群及びグループ分け案について”.   愛知県教育委員会 (2015年2月16日). 2019年1月14日閲覧。
13. ↑  “郵便番号簿 2018年度版” (PDF).   日本郵便. 2019年5月8日閲覧。

### 文献
1. 1 2 3 4 5 6 7 8 9 10 11  「角川日本地名大辞典」編纂委員会 1989, p. 1557.

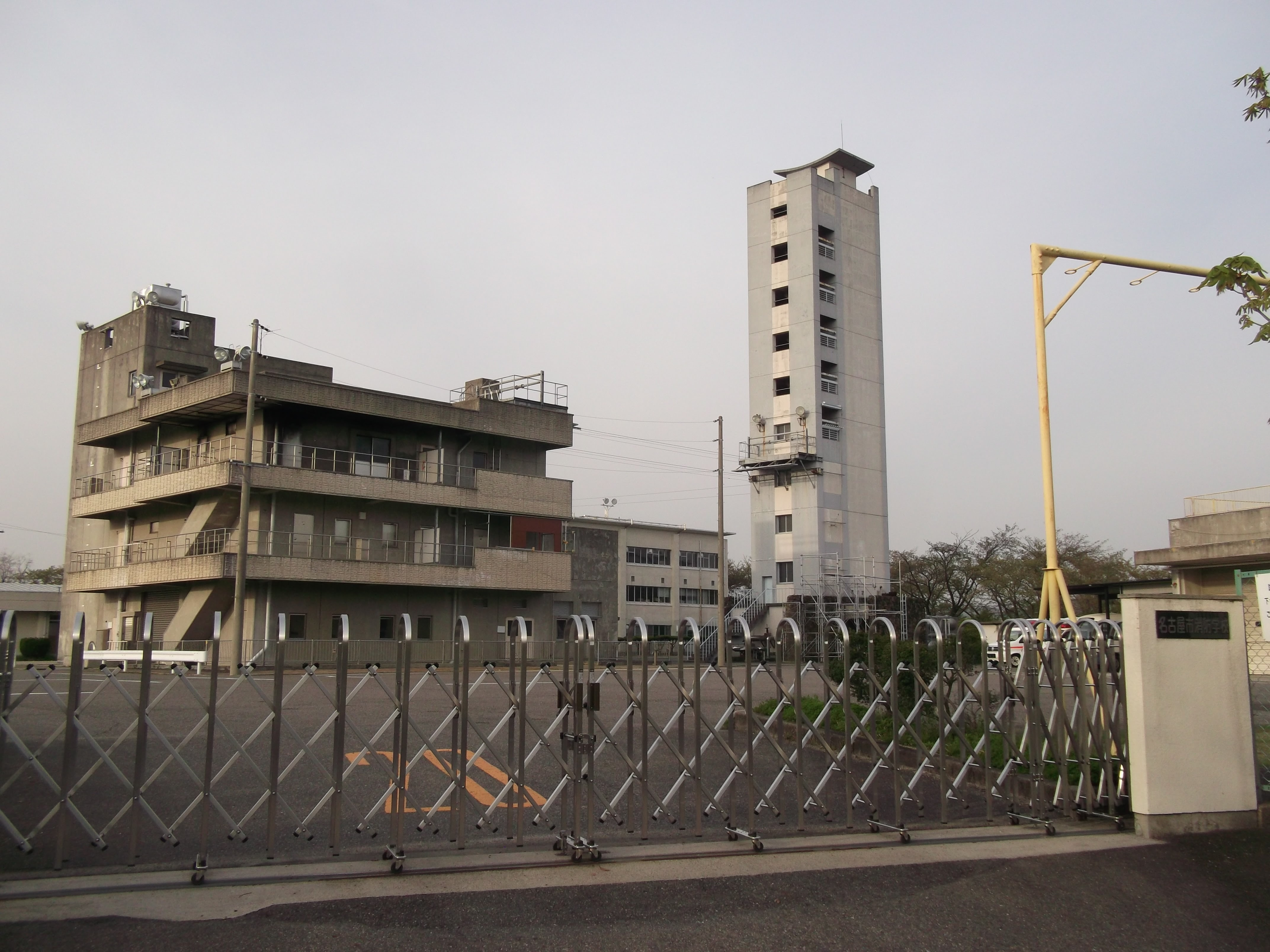
名古屋市消防学校
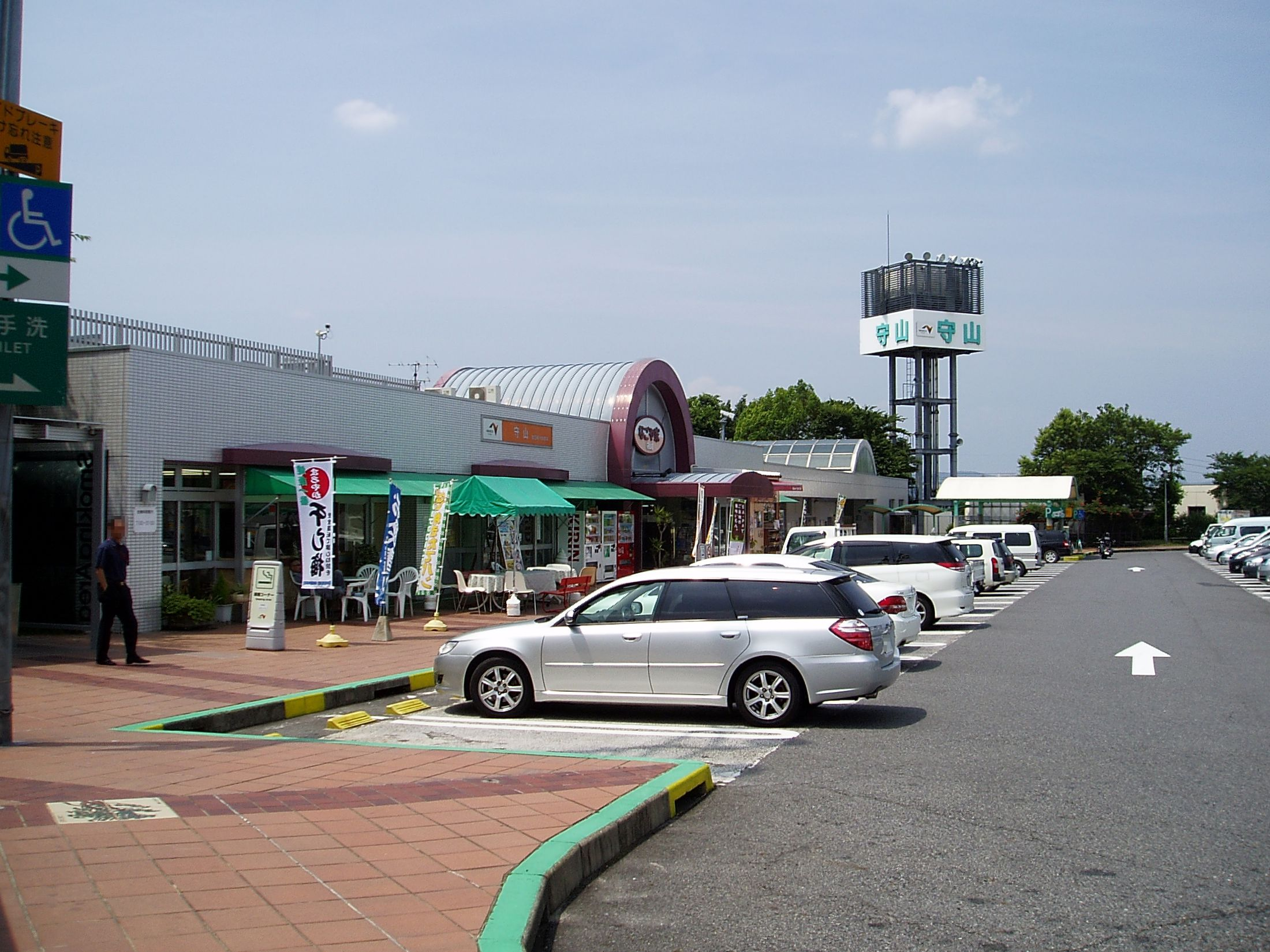
守山パーキングエリア
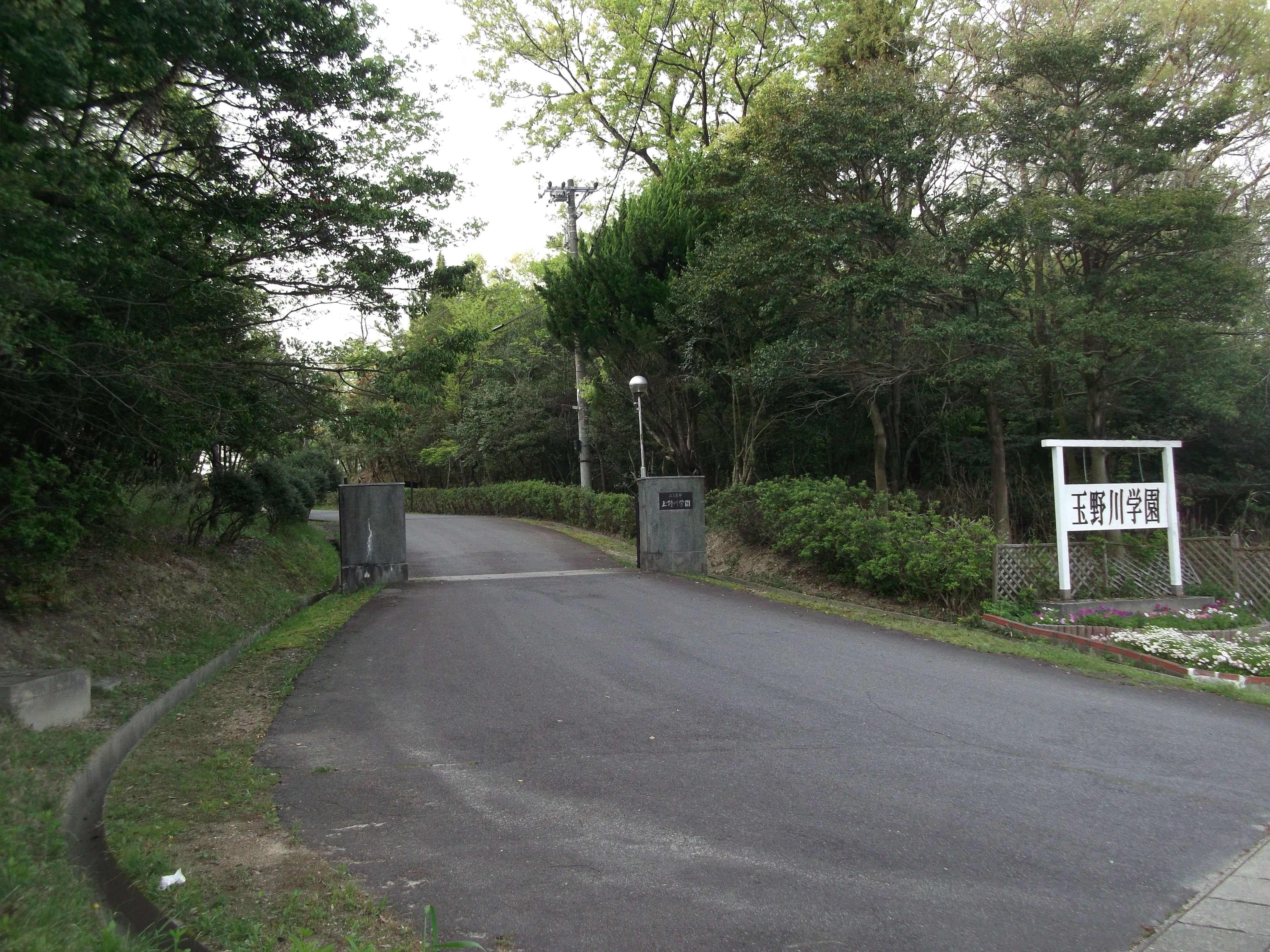
名古屋市玉野川学園
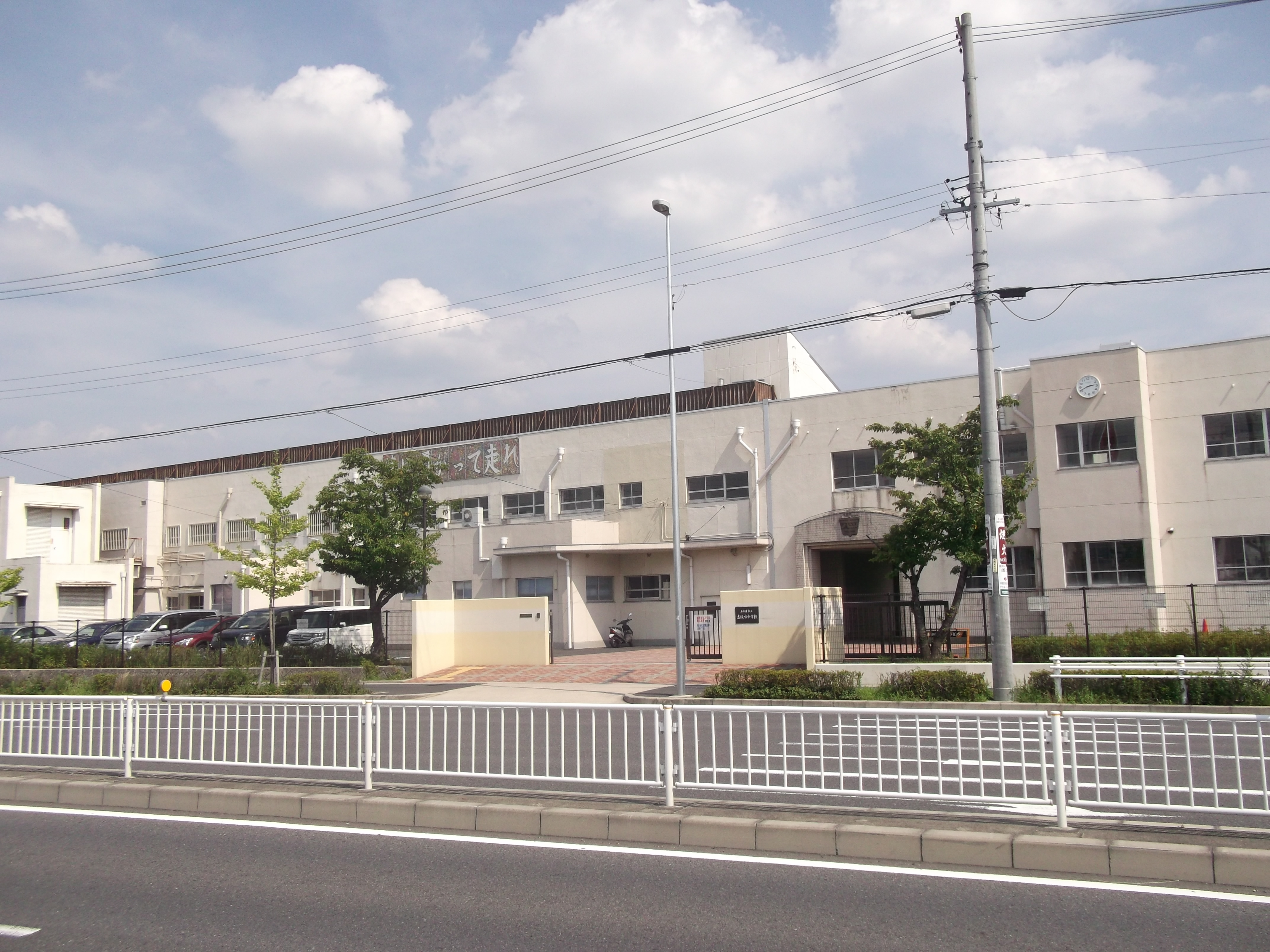
名古屋市立志段味中学校
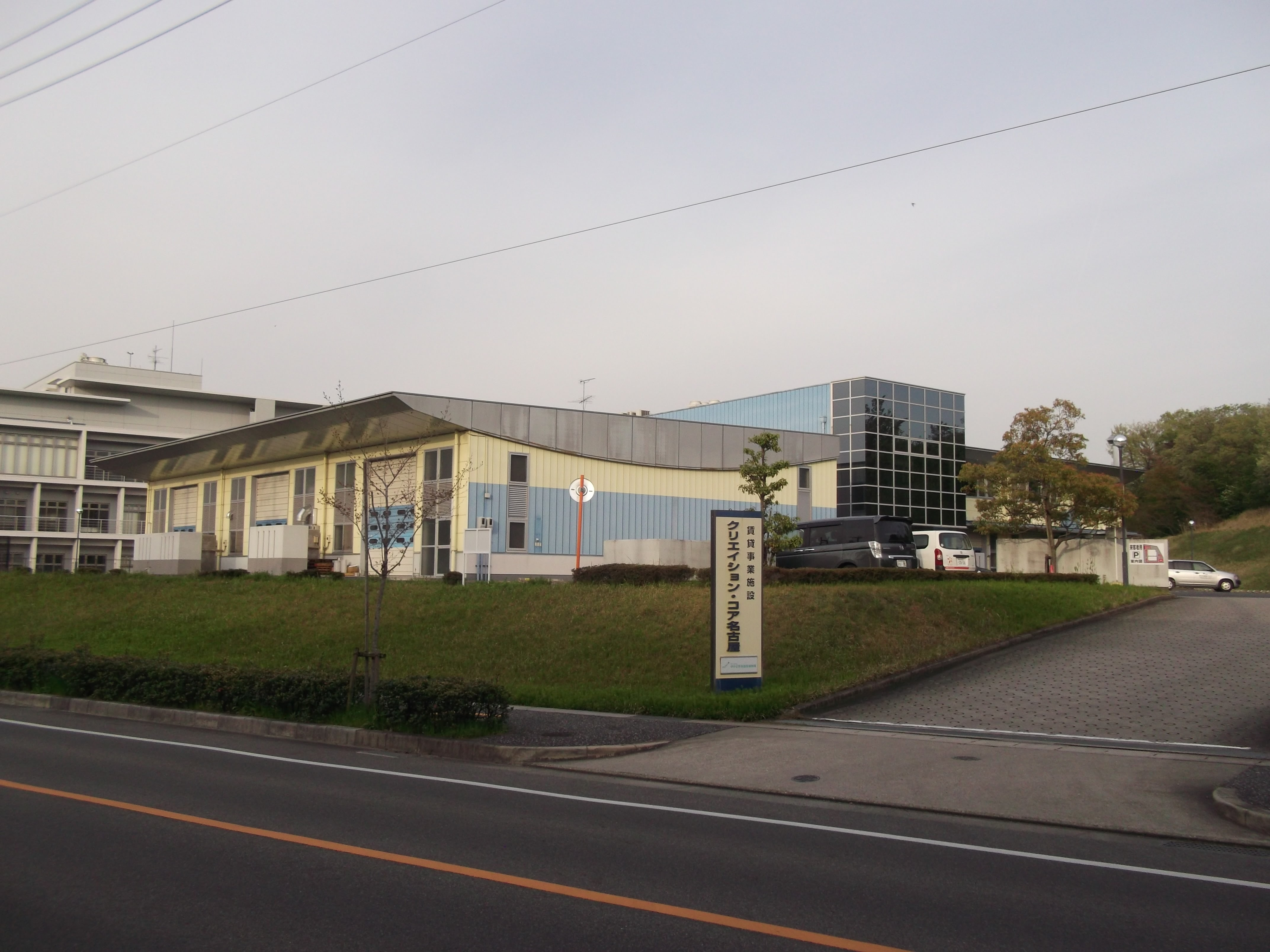
クリエイション・コア名古屋

2. ↑  愛知県教育会 1932.
3. 1 2 3 4  名古屋市計画局 1992, p. 861.
4. ↑  名古屋市計画局 1992, p. 611.